# Orientul Îndepărtat Rus

Districtul federal Orientul Îndepărtat (cu roșu)

Orientul Îndepărtat Rus (în limba rusă: Да́льний Восто́к Росси́и – Dalni Vastok Rassii) este denumirea prin care este cunoscută regiunea rusească parte a Orientului Îndepărtat, aflată între Siberia și Oceanul Pacific. Orientul Îndepărtat Rus nu trebuie confundat cu Siberia, care nu se întinde până la Pacific.

## Teritoriul
Până în anul 2000, Orientului Îndepărtat Rus ii lipseau niște granițe bine stabilite. Se folosea numai un termen general care să definească teritoriul uriaș de la răsărit de Munții Ural –  „Siberia și Orientul Îndepărtat” (în limba rusă: Сибирь и Дальний Восток).  
Din punct de vedere pur fizico-geografic din Orientul Îndepărtat Rus fac parte bazinele rîurilor care se varsă în Oceanul Pacific, la est de lanțurile muntoase Djugdjur, Stanovoi și Iablonovâi, spre deosebire de Siberia — partea asiatică a Rusiei din bazinul Oceanului Arctic.
Au existat în secolul al XX-lea mai multe entități care au fost numite „Orientul Îndepărtat”, granițele lor variind destul de mult. 
- 1920–1922: Republica Orientului Îndepărtat (care includea Transbaikalia, regiunea Amur, ținutul Primorski, regiunea Sahalin și Kamciatka);
- 1922–1926: Regiunea Orientului Îndepărtat (care includea guberniile Pribaikalskaia, Amurkaia, Primorskaia, Skhalinskaia și Kamciatskaia);
- 1926–1938: Ținutul Orientul Îndepărtat (care includea actualele ținuturi Primorski și Habarovsk).

Din 1938 până în 2000 nu a existat nici o entitate care să poarte numele de „Orientul Îndepărtat”, termenul fiind folosit mai degrabă pentru a desemna partea de răsărit, cam în același fel în care în SUA este definit „Vestul”. 
În anul 2000, entitățile componente ale Federației Ruse, (așa numitele subiecte), au fost grupate în districte federale mai vaste și a fost creat Districtul Federal Orientul Îndepărtat. În componența noului district intră regiunile: Amur, Autonomă Evreiască, Kamciatka și Magadan, Sahalin, ținuturile Primoria, Habarovsk, Transbaikalia, okrugurile (districtele) autonome Koriak și Ciukotka plus Republica Saha (Iakuția) și Republica Buriația. Începând din 2000, termenul „Orientul Îndepărtat” este folosit pentru desemnarea noului district federal, dar și în sensul mai larg de „est”. 
Districtul Federal Orientul Îndepărtat are o suprafață de 6,2 milioane km², aproape o treime din suprafața Rusiei.

## Populația
În conformitate cu rezultatele recensământului populației din anul 2002, populația regiunii este de 6.692.865 locuitori.  Cea mai mare parte a populației este concentrată în partea sudică a regiunii. Datorită uriașei sale întinderi, densitatea populației este de aproape un locuitor pe km², ceea ce face ca Orientul Îndepărtat Rus să fie una dintre zonele cele mai slab populate ale lumii. Populația Orientului Îndepărtat Rus a scăzut rapid după disoluția Uniunii Sovietice, înregistrând o scădere de 14% în ultimii 15 ani. Guvernul federal a luat în calcul mai multe soluții pentru repopularea regiunii. 
80% din locuitorii regiunii sunt rezidenți în orașe. Cele mai mari orașe sunt (după recensământul din 2010):
- Vladivostok – 590.069 locuitori
- Habarovsk – 577.668 locuitori
- Iakuțk – 269.486 locuitori
- Komsomolsk pe Amur – 263.906 locuitori
- Blagoveșcensk – 214.397 locuitori
- Iujno-Sahalinsk – 181.727 locuitori
- Petropavlovsk-Kamciatski – 179.526 locuitori
- Nahodka – 159.695 locuitori
- Ussuriisk – 157.946 locuitori.

## Terminologie
În Rusia, regiunea este denumită simplu „Orientul Îndepărtat”, ceea ce poate crea unele confuzii, termenul Orientul Îndepărtat fiind denumit în limba rusă Азиатско-тихоокенский регион  - „Regiunea Asiatico-Pacifică”, sau  Восточная Азия  – „Asia Orientală”. 